# Pieter van Gent
Pieter van Gent (noto anche come Pedro de Mura, nato Pieter van der Moere e romanizzato come Pedro de Gante; Geraardsbergen, 1486 – Città del Messico, 19 aprile 1572) è stato un missionario belga, inviato dai Francescani in Messico.

## Biografia

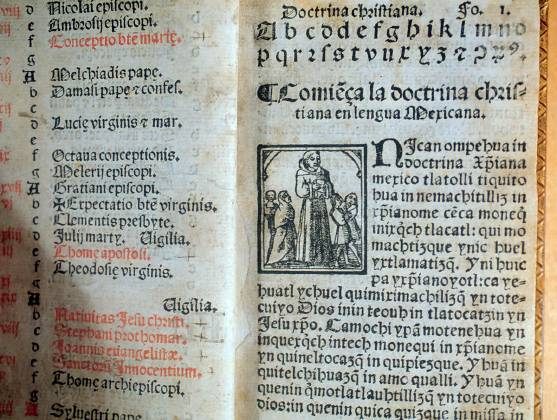
Il manoscritto del 1553 della Doctrina Christiana di Pedro de Gante conservato presso la Benson Latin American Collection, Università del Texas ad Austin.

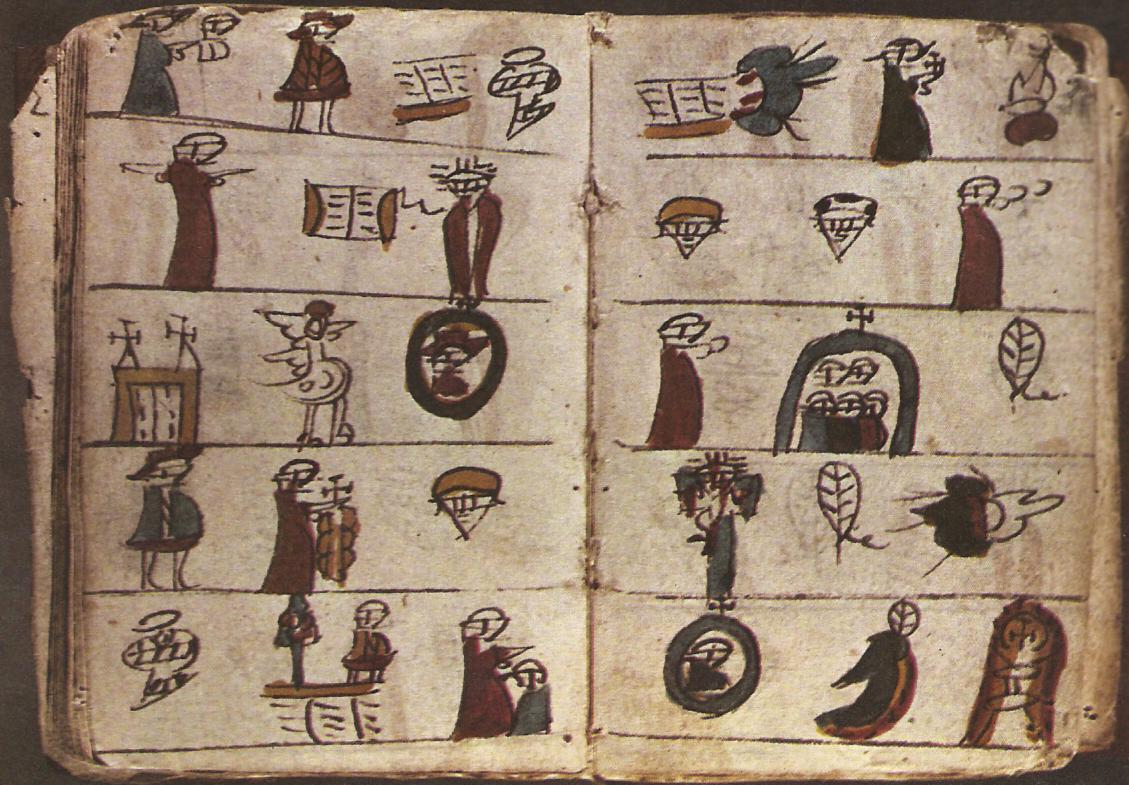
Catechismo

Peter van Gent nacque nelle Fiandre, che, come la Spagna, facevano parte dell'Impero asburgico. Parente di Carlo V d'Asburgo (si riteneva che fosse un figliastro di Massimiliano I d'Asburgo), il re gli permise di recarsi nella Nuova Spagna con un gruppo di francescani, che erano i primi missionari del Nuovo Mondo. Il gruppo di Gante, infatti, giunse prima dei 12 francescani normalmente considerati i primi frati della Nuova Spagna. 
In Messico, insegnò agli indios il catechismo usando un linguaggio dei segni da lui sviluppato. In seguito iniziò con i suoi studenti indigeni una grande campagna per convertire la popolazione nativa. Qui imparò il Nahuatl, la lingua degli Aztechi.  Peter fondò molte chiese, scuole e ospedali vicino a Città del Messico e uno dei suoi contributi più significativi al Messico fu la creazione della Scuola di San Jose de los Naturales, la prima scuola istituita dagli europei nelle Americhe.
Nel 1988 fu beatificato da papa Giovanni Paolo II. Nel 2005 si è classificato al 99º posto nella lista dei più grandi belgi (De Grootste Belg).

## Opere
Manoscritti
- Catecismo de la doctrina cristiana con jeroglíficos, para la enseñanza de los indios de México: Madrid, Archivo Histórico Nacional, Códice 1257B.

Opere pubblicate
- Doctrina Christiana en Lengua Mexicana. Per signum crucis. Icamachiotl cruz yhuicpain toya chua Xitech momaquixtili Totecuiyoc diose. Ica inmotocatzin. Tetatzin yhuan Tepilizin yhuan Spiritus Sancti. Amen Jesús (first published ca. 1547, Mexico: Juan Pablos; 1553, Amberes; 1553, Mexico: Juan Pablos, 1555. Facsimile edition with comments by ed. Ernesto de la Torre Villar (Mexico, 1981).
- Catecismo de la doctrina cristiana con jeroglíficos, para la enseñanza de los indios de México, Facsimile edition with comments by Federico Navarro (Madrid, 1970) / Justino Cortés Castellanos, El catecismo en pictogramas de Fr. Pedro de Gante (Madrid, 1987).
- Cartas, versos religiosos en mejicano, ed. en: Joaquín García Icazbalceta, Códice franciscano (Mexico, 1941), 212ff.